# Distrito de Jamnagar
Jamnagar (en guyaratí; જામનગર જિલ્લો ) es un distrito de India en el estado de Guyarat.
Comprende una superficie de 14 125 km².
El centro administrativo es la ciudad de Jamnagar. Algunas de las localidades del distrito son Bedi y Jamjodhpur.

## Demografía
Según censo 2011 contaba con una población total de 2 159 130 habitantes.